# フィッシュストーリー (斉藤壮馬の曲)
「フィッシュストーリー」は、斉藤壮馬の楽曲。彼の1枚目のシングルとして2017年6月7日にSACRA MUSICから発売された。

## 概要
フィッシュストーリーは、斉藤壮馬のデビューシングルであり、ソニーミュージックの新レーベルSACRA MUSICのデビュー1人目である。
発売日当日の6月7日には、池袋のサンシャイン噴水広場でリリースイベントを実施し、2000人超のファンが駆け付けた。
楽曲を手掛けた大石昌良がオーイシマサヨシ名義でセルフカバーしたものが、アルバム『仮歌II』に収録されている。

## 収録曲
CDシングル
1. フィッシュストーリー [4:22]
  - 作詞、作曲、編曲：大石昌良

2. 影踏み [4:32]
  - 作詞：hotaru、作曲：yamazo、編曲：eba

3. スタンドアローン [3:48]
  - 作詞：KOMU、作曲：山口寛雄、編曲：山上洋介

4. フィッシュストーリー -Instrumental- [4:22]

DVD（初回生産限定盤のみ）
1. フィッシュストーリー（Music Clip）